# Schloßstraße 1 (Bad Kissingen)

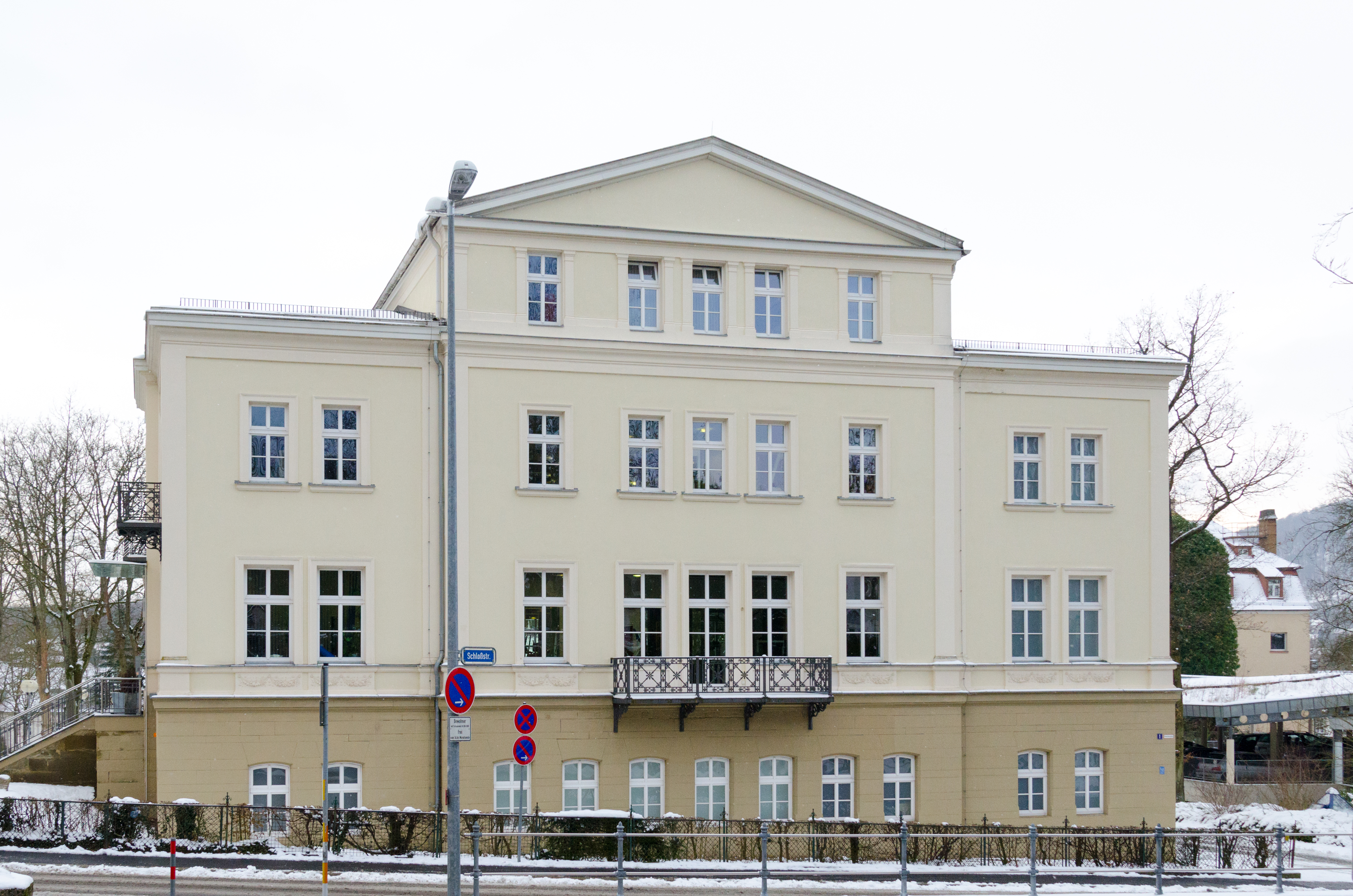
Schloßstraße 1 in Bad Kissingen.

Das Anwesen Schloßstraße 1 in der Schloßstraße in Bad Kissingen, der Großen Kreisstadt des unterfränkischen Landkreises Bad Kissingen, gehört zu den Bad Kissinger Baudenkmälern und ist unter der Nummer D-6-72-114-344 in der Bayerischen Denkmalliste registriert.

## Geschichte
Das Anwesen entstand in den Jahren 1873 bis 1874 durch den Architekten Gottfried von Neureuther in klassizisierenden Formen und beherbergte das ehemalige Hotel Zapf.
Das Gebäude hat drei Stockwerke und ein Walm- bzw. Flachsatteldach. Zur Entstehungszeit hatte die Fassade mit Fensterverdachungen in Form von Dreiecksgiebelverdachungen im ersten Obergeschoss und geraden Verdachungen im zweiten Obergeschoss Elemente der Neorenaissance. Heute ist die Fassade stark vereinfacht.
Seit dem Jahr 1999 dient das Anwesen als Nebengebäude der in der Kurhausstraße 9 untergebrachten „Klinik am Kurpark“.